# Boxe aux Jeux du Commonwealth de 1978
Navigation
Édition précédente Édition suivante
Les compétitions de boxe anglaise des Jeux du Commonwealth 1978 se sont déroulées du 3 au 12 août à Edmonton, Canada.

## Résultats

### Podiums
| Catégories                    | Or                   | Argent             | Bronze                         |
| Poids mi-mouches (-48 kg)     | Stephen Muchoki      | Francis Kabala     | Birender Thapa Kid Jumalia     |
| Poids mouches (-51 kg)        | Michael Irungu       | Ian Clyde          | Peter Wighton Hugh Russell     |
| Poids coqs (-54 kg)           | Barry McGuigan       | Tumat Sugolik      | William Rannelli Douglas Maina |
| Poids plumes (-57 kg)         | Azumah Nelson        | John Sichula       | Guy Boutin Maurice O'Brien     |
| Poids légers (-60 kg)         | Gerry Hamill         | Patrick Waweru     | Teddy Makofi John McAllister   |
| Poids super-légers (-63,5 kg) | Winfield Braithwaite | James Douglas      | John Raftery Michael Mawangi   |
| Poids welters (-67 kg)        | Mike McCallum        | Ken Beattie        | Derrick Hoyt Anthony Freal     |
| Poids super-welters (-71 kg)  | Kelly Perlette       | Abdurahman Athuman | Enock Chama Ropati Vipo Samu   |
| Poids moyens (-75 kg)         | Philip McElwaine     | Delroy Parkes      | Roddy MacDonald Richard Betham |
| Poids mi-lourds (-81 kg)      | Roger Fortin         | Ron Smith          | Fautala Su'a Edward Thande     |
| Poids lourds (+81 kg)         | Julius Awome         | Adamah Mensah      | George Stankovich              |

### Tableau des médailles
| Place | Pays                      | Médaille d'or | Médaille d'argent | Médaille de bronze | Total |
| ----- | ------------------------- | ------------- | ----------------- | ------------------ | ----- |
| 1     | Kenya                     | 2             | 2                 | 3                  | 7     |
| 2     | Canada                    | 2             | 1                 | 5                  | 8     |
| 3     | Irlande du Nord           | 2             | 1                 | 1                  | 4     |
| 4     | Angleterre                | 1             | 2                 | 1                  | 4     |
| 5     | Ghana                     | 1             | 1                 | 1                  | 3     |
| 6     | Australie                 | 1             | 0                 | 1                  | 2     |
| 7     | Jamaïque                  | 1             | 0                 | 0                  | 1     |
| 7     | Guyana                    | 1             | 0                 | 0                  | 1     |
| 9     | Zambie                    | 0             | 2                 | 2                  | 4     |
| 10    | Écosse                    | 0             | 1                 | 1                  | 2     |
| 11    | Papouasie-Nouvelle-Guinée | 0             | 1                 | 0                  | 1     |
| 12    | Samoa                     | 0             | 0                 | 3                  | 3     |
| 13    | Inde                      | 0             | 0                 | 1                  | 1     |
| 13    | Nouvelle-Zélande          | 0             | 0                 | 1                  | 1     |
| 13    | Pays de Galles            | 0             | 0                 | 1                  | 1     |
| Total | 15 pays médaillés         | 11            | 11                | 21                 | 43    |